# Rezerwat przyrody Wymięklizna
Rezerwat przyrody Wymięklizna – rezerwat przyrody położony w gminie Sobienie-Jeziory (województwo mazowieckie).
Został powołany Zarządzeniem Ministra Ochrony Środowiska, Zasobów Naturalnych i Leśnictwa z dnia 14 czerwca 1996 r. (M.P. z 1996 r. nr 42, poz. 415) na powierzchni 62,37 ha.
Jest to rezerwat leśny, częściowy. Celem ochrony jest zachowanie ze względów naukowych i dydaktycznych wielogatunkowych drzewostanów liściastych, iglastych i mieszanych o znacznym stopniu naturalności wraz z występującymi w nich gatunkami różnych ptaków lęgowych. 

## Walory przyrodnicze
Największą powierzchnię zajmują las mieszany wilgotny (33,8%), bór mieszany wilgotny (24,9%), bór mieszany świeży (21,4%) i ols jesionowy (19,9%), a gatunkami panującymi są sosna (68,6%) i olsza (17,9%). W drzewostanie występuje tu brzoza omszona (Betula pubescens). Według opracowania rezerwatowego występują tu takie zbiorowiska, jak Molinio-Pinetum (bór trzęślicowy – 177b), Querco roboris-Pinetum (bór mieszany), Tilio-Carpinetum typicum (grąd typowy) Circaeo-Alnetum (łęg olszowo-jesionowy) oraz typowa dla nich roślinność. 
We florze stwierdzono obecność gatunków chronionych, takich jak wawrzynek wilczełyko i bluszcz pospolity, chronionych częściowo, jak porzeczka czarna, kalina koralowa, kruszyna pospolita, bagno zwyczajne i konwalia majowa. Z gatunków rzadkich można spotkać szczyr trwały, berberys zwyczajny i przylaszczkę pospolitą. 
Na terenie rezerwatu obserwowano obecność występujących nielicznie ptaków, takich jak trzmielojad, krogulec, samotnik, siniak, dzięcioł średni, gil zwyczajny i słonka zwyczajna.
Występujące w centrum rezerwatu podmokłe łęgi i olsy z bujnym podszytem zapewniają dzikom i innym ssakom bezpieczną kryjówkę. Jedną z największych rzadkości w tym rezerwacie jest gniewosz plamisty (Coronella austriaca). Występują tu też jaszczurki i żaby.